# Apple Filing Protocol
Pour les articles homonymes, voir AFP (homonymie).
Apple Filing Protocol (abr. AFP) ou AppleShare est un protocole de partage de fichiers utilisé sur Macintosh. AFP s'utilise généralement à travers le port TCP 548.
Ce protocole permet un échange de fichiers pour les ordinateurs équipés des systèmes d'exploitation Apple Mac OS X ou Classic, tout comme les protocoles SMB, NFS ou WebDAV. AFP fait partie de la couche Présentation (ou sixième couche) de la pile de protocoles de communication AppleTalk. Cette pile peut être comparée à l'association des couches Présentation et Application du modèle OSI.
Il supporte depuis la version 3.0 l'encodage Unicode pour les noms de fichiers, les permissions POSIX, les listes de contrôles d'accès et les quotas utilisateurs d'UNIX. C'est le seul protocole d'échange de fichiers natif sur Mac OS 9, alors que Mac OS X permet de base d'utiliser ses homologues SMB et FTP.
La prise en charge du protocole AFP prend fin en 2020 à partir de la version Mac OS 11.
Il existe une implémentation libre et open-source d'AFP : Netatalk (en).